# 1909 год в авиации
Список событий в авиации в 1909 году.

## События

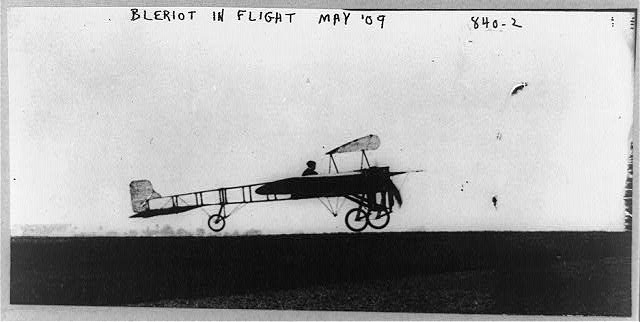

- 23 февраля — первый полёт американского экспериментального самолёта Aerodrome № 4.[1]
- 25 июля — Французский конструктор и лётчик Луи Блерио впервые совершил перелёт через Ла-Манш из Франции в Англию на самолёте Blériot XI собственной конструкции[2].
- 22 октября — Баронесса Раймонда де Ларош первой из женщин совершила полёт на самолёте.
- 29 октября — учреждено Киевское общество воздухоплавания.
- 3 ноября — Пилот и конструктор Анри Фарман без посадки за 4 часа 17 минут 53,5 секунды пролетел расстояние в 234 212 м.

### Без точных дат
- Первый полёт британского экспериментального самолёта Aerial Manufacturing Co. monoplane.[3]
- Первый полёт японского планера конструктора Чиро Айхары.[4]
- Первый полёт французского самолёта-моноплана конструктора Александра Анзани.[5]
- Первый полёт биплана Arnoux No.1.[6]
- Первый полёт моноплана британского конструктора Астли.[7]
- Первый полёт самолёта Avia No.1 monoplane.[8]

## Персоны

### Родились
- 9 января — Маргелов, Василий Филиппович, советский военачальник, командующий воздушно-десантными войсками в 1954—1959 и 1961—1979 годах, Герой Советского Союза (1944), лауреат Государственной премии СССР.
- 20 января — Григорий Яковлевич Бахчиванджи, советский лётчик-испытатель, Герой Советского Союза.
- 26 января — Раков, Василий Иванович, лётчик, дважды Герой Советского Союза, генерал-майор авиации (1949).
- 5 мая — Капрэлян, Рафаил Иванович, Герой Советского Союза (15 мая 1975), заслуженный лётчик-испытатель СССР (23 сентября 1961), мастер спорта СССР международного класса (1969), подполковник.
- 6 июля — Грицевец, Сергей Иванович, майор РККА, знаменитый советский лётчик-истребитель 1930-х годов, участник боёв на Халхин-Голе, первый[9] дважды Герой Советского Союза.
- 29 августа — Владимир Григорьевич Ермолаев, советский авиаконструктор, генерал-майор инженерно-авиационной службы.
- 22 ноября — Миль, Михаил Леонтьевич, советский конструктор вертолётов и учёный, доктор технических наук (1945), Герой Социалистического Труда (1966), лауреат Ленинской премии (1958) и Государственной премии СССР (1968).
- 24 декабря — Алексеев, Семён Михайлович, советский авиаконструктор, Герой Социалистического Труда (1961).